# Gonospora isogokaii
Gonospora isogokaii is een soort in de taxonomische indeling van de Myzozoa, een stam van microscopische parasitaire dieren. Het organisme komt uit het geslacht Gonospora en behoort tot de familie Urosporidae. Gonospora isogokaii werd in 1944 ontdekt door Tugawa H Hoshide.